# Tommy Hilfiger (azienda)
La Tommy Hilfiger Licensing LCC, più nota col nome Tommy Hilfiger, è una casa di moda statunitense, fondata dallo stilista Tommy Hilfiger e facente parte del gruppo statunitense PVH. L'azienda produce abbigliamento, jeans e fragranze. L'azienda è stata fondata nel 1985 e la merce del marchio è venduta nei grandi magazzini e in oltre 2000 negozi al dettaglio indipendenti in 100 paesi. Nel 2006, la società di private equity Apax Partners ha acquisito la società per circa 1,6 miliardi di dollari. Nel marzo 2010, PVH Corp.(allora noto come Phillips-Van Heusen) ha acquistato l'azienda.
Daniel Grieder è stato nominato CEO nel luglio 2014, mentre il fondatore Tommy Hilfiger rimane il designer principale dell'azienda, guidando i team di progettazione e supervisionando l'intero processo creativo. Le vendite globali nella vendita al dettaglio attraverso il marchio sono state di 6,4 miliardi di dollari nel 2013, e 6,7 miliardi di dollari nel 2014.

## Storia

### Background e fondazione (anni '60-'90)

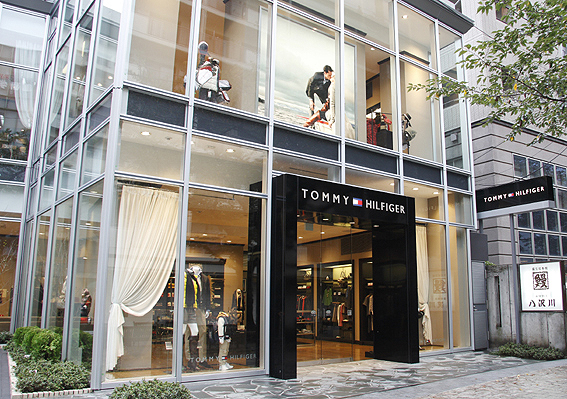
Filiale di Tommy-Hilfiger in Giappone

La carriera di Tommy Hilfiger nella moda è iniziata nel 1968, quando ha co-fondato un negozio di abbigliamento e dischi chiamato People's Place nello stato di New York. Utilizzando $150 che aveva risparmiato lavorando in una stazione di servizio come denaro per l'avvio, ha supervisionato l'espansione dell'azienda in una catena di dieci negozi. Nonostante l'incontro con il successo iniziale, People's Place dichiarò bancarotta nel 1977. Nel 1979, Hilfiger si trasferì a New York City per intraprendere la carriera di stilista, lavorando per diverse etichette tra cui Jordache Jeans.
All'inizio degli anni '80, ha incontrato Mohan Murjani, un magnate tessile indiano che sperava di lanciare una linea di abbigliamento maschile. Con il sostegno di Murjani nel 1985, Hilfiger ha debuttato con la sua prima collezione esclusiva, che comprendeva versioni modernizzate di camicie button-down, pantaloni chino e altri stili classici preppy. L'atteggiamento casual e giovanile di questi primi modelli rimarrebbe un tratto caratteristico delle successive collezioni dell'azienda. La nuova linea di abbigliamento ha fatto il suo debutto con una campagna di marketing di alto profilo, che includeva un grande cartellone pubblicitario a Times Square dell'inserzionista George Lois.
Il marchio Tommy Hilfiger ha lasciato Murjani International nel 1989, con Silas Chou invece che fornisce sostegno finanziario. Quell'anno, Lawrence Stroll e Joel Horowitz, entrambi ex dirigenti di Ralph Lauren, furono assunti come dirigenti della neonata società Tommy Hilfiger, Inc., che inizialmente si occupava di abbigliamento sportivo casual maschile.

### Crescita di popolarità e linee di prodotti (anni '90)

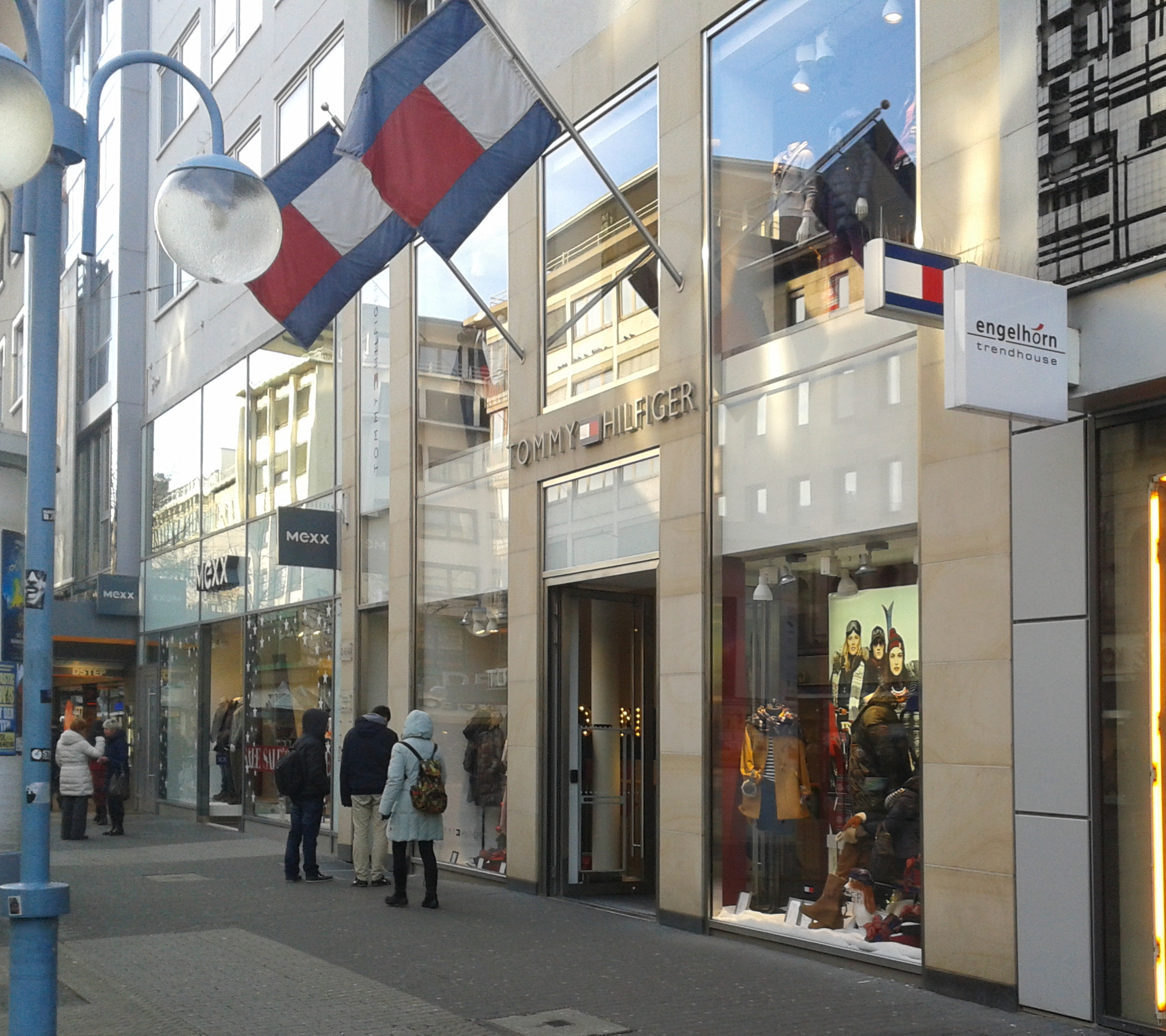
Negozio di Tommy-Hilfiger a Mannheim

La Tommy Hilfiger Corporation è diventata pubblica nel 1992. Dopo aver ottenuto la licenza per Pepe Jeans USA nel 1995, nel 1996 Tommy Hilfiger Inc. ha iniziato a distribuire anche abbigliamento femminile. Entro la fine dell'anno successivo Hilfiger aveva aperto il suo primo negozio a Beverly Hills, seguito da un negozio a Londra nel 1998. L'azienda lanciò la sua linea di letti e bagni nel 1998.
Nel corso degli anni 1990 la società di divisione marketing ha lavorato in tandem con la musica popolare del settore, e già nel 1993 era Hilfiger sponsor ufficiale per Pete Townshend 's Psychoderelict tour. All'inizio degli anni '90 è entrato di moda un look da uomo più ampio e meno sartoriale e Hilfiger ha dato ai suoi vestiti una vestibilità più rilassata. Man mano che gli stili più spaziosi con loghi oversize divennero popolari tra gli artisti hip hop tra la metà e la fine degli anni '90, lo stile di abbigliamento di Hilfiger divenne sempre più popolare sia nella scena "preppy" americana che come moda hip hop, e quando Snoop Dogg indossava una felpa Hilfiger durante un'apparizione al Saturday Night Live negli anni '90, è andata esaurita nei negozi di New York City il giorno successivo. Inoltre, Hilfiger corteggiava il nuovo mercato hip hop e rapper come Puffy e Coolio camminavano durante le sue sfilate. Con collezioni spesso influenzate dalla moda delle sottoculture musicali, gli abiti sono anche commercializzati in relazione all'industria musicale, e l'icona americana dell'R&B Aaliyah divenne la tanto pubblicizzata portavoce di Tommy Hilfiger Corporation nel 1997. La società in seguito sponsorizzerà il progetto di Sheryl Crow "If It Makes You Happy" tour nel 1997, quello di Britney Spears nel 1999, "Baby One More Time Tour", e il tour Freedom del 1999 di Lenny Kravitz.

### Crescita oltremare e acquisizione di Apax Partners (anni 2000)
L'abbigliamento intimo femminile è stato introdotto nel 2001. Dopo che le vendite e il reddito netto hanno vacillato nel 2001, le vendite dell'azienda nel 2002 sono state pari a 1,87 miliardi di dollari. Complessivamente tra il 2000 e il 2009, le vendite sono scivolate da circa $1,9 miliardi a $ 700 milioni. Durante lo stesso periodo di tempo, tuttavia, le vendite europee di Hilfiger sono aumentate costantemente fino a $1,13 miliardi. Nel 2003, il dirigente di Hilfiger Fred Gehring e Hilfiger hanno deciso di investire ulteriormente nel crescente pubblico estero del marchio, concentrandosi nuovamente sullo stile originale del marchio, "classico americano cool", e disegnando i vestiti fuori da New York City. Gehring ha inoltre adattato il modello di business alla cultura del retail europea, perseguendo partnership con grandi magazzini europei e con boutique più piccole, firmandone 4.500 in 15 paesi. Hilfiger ha anche cercato di mantenere l'esclusività del marchio di design dell'etichetta Hilfiger firmando un accordo per distribuire le linee Hilfiger più vendute solo da Macy's.
Hilfiger ha approvato prodotti come True Star, una fragranza, che è stata rilasciata nel 2004 con Beyoncé come poster girl. True Star ha vinto un FiFi Award per la migliore nuova fragranza commerciale. Entro il 2004, la società Tommy Hilfiger Corporation aveva un fatturato di circa 1,8 miliardi di dollari e 5.400 dipendenti. Nel 2006, Tommy Hilfiger ha venduto Tommy Hilfiger Inc. per 1,6 miliardi di dollari, o 16,80 dollari per azione, ad Apax Partners, una società di investimenti privati. Dopo l'acquisizione, Gehring ha assunto il controllo della sede americana di Tommy Hilfiger e dell'Europa. Gehring e Hilfiger si sono concentrati negli Stati Uniti sulla redditizia linea principale di abbigliamento sportivo e le vendite negli Stati Uniti hanno iniziato a crescere nel 2010.

### Acquisizione di Phillips-Van Heusen e anni recenti (2010-2020)

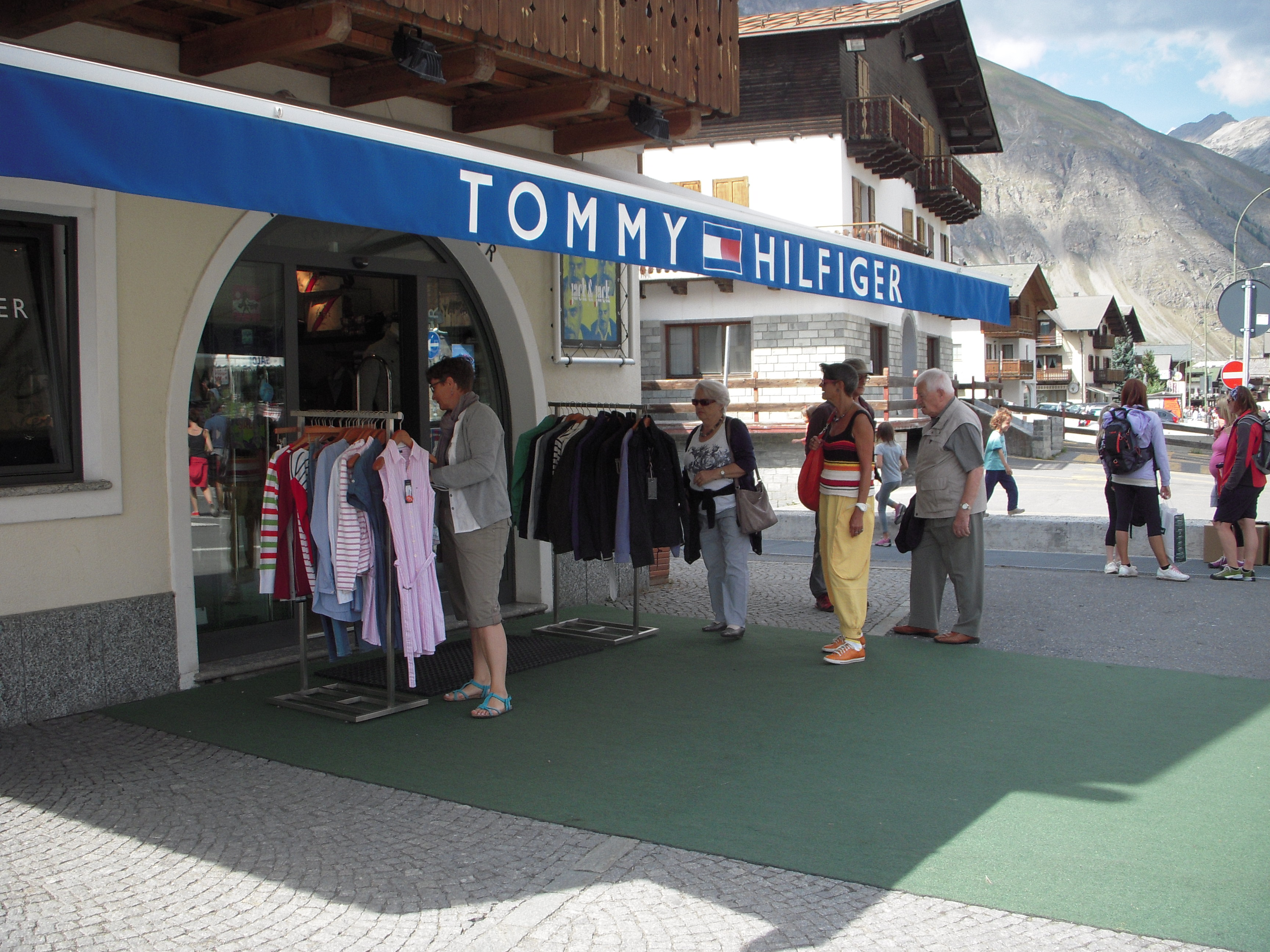
Store a Livigno, Italia nel 2012

Nel marzo 2010, Phillips-Van Heusen (PVH Corp.) ha acquistato la Tommy Hilfiger Corporation per $3 miliardi, in un accordo che era quasi sette volte quello che PVH aveva pagato per Calvin Klein nel 2003. Fred Gehring, che ha lanciato la divisione europea di Hilfiger nel 1996, ha assunto il ruolo di CEO di Hilfiger. Le vendite globali nella vendita al dettaglio del marchio nel 2013 sono state di 6,4 miliardi di dollari, e 6,7 miliardi di dollari nel 2014. Daniel Grieder è stato nominato CEO di Tommy Hilfiger Group nel luglio 2014. L'ex CEO Gehring è stato nominato presidente esecutivo di Tommy Hilfiger Group ed è stato nominato vice presidente di PVH.
Nel gennaio 2015 Tommy Hilfiger ha inaugurato uno showroom di vendita digitale presso la sua sede di New York City, che secondo la pubblicazione WGSN avrebbe "trasformato il tradizionale processo di acquisto". Con l'intenzione di aprire showroom in altre città, Hilfiger ha descritto lo showroom come "un'innovazione del processo di ordinazione con potenziali di risparmio sui costi lungo l'intera catena del valore". Gehring si è dimesso dalla carica di presidente del Tommy Hilfiger Group nell'agosto 2015, sebbene abbia mantenuto il suo ruolo in PVH. Tommy Hilfiger rimane il designer principale dell'azienda, guidando i team di progettazione e supervisionando l'intero processo creativo.
Nel 2020, PVH ha annunciato che, come parte della propria politica sul benessere degli animali, la società non utilizza pelli esotiche e ne avrebbe vietato l'uso nelle collezioni Tommy Hilfiger quando "il nostro aggiornamento annuale di tale politica verrà rilasciato".

## Marchi

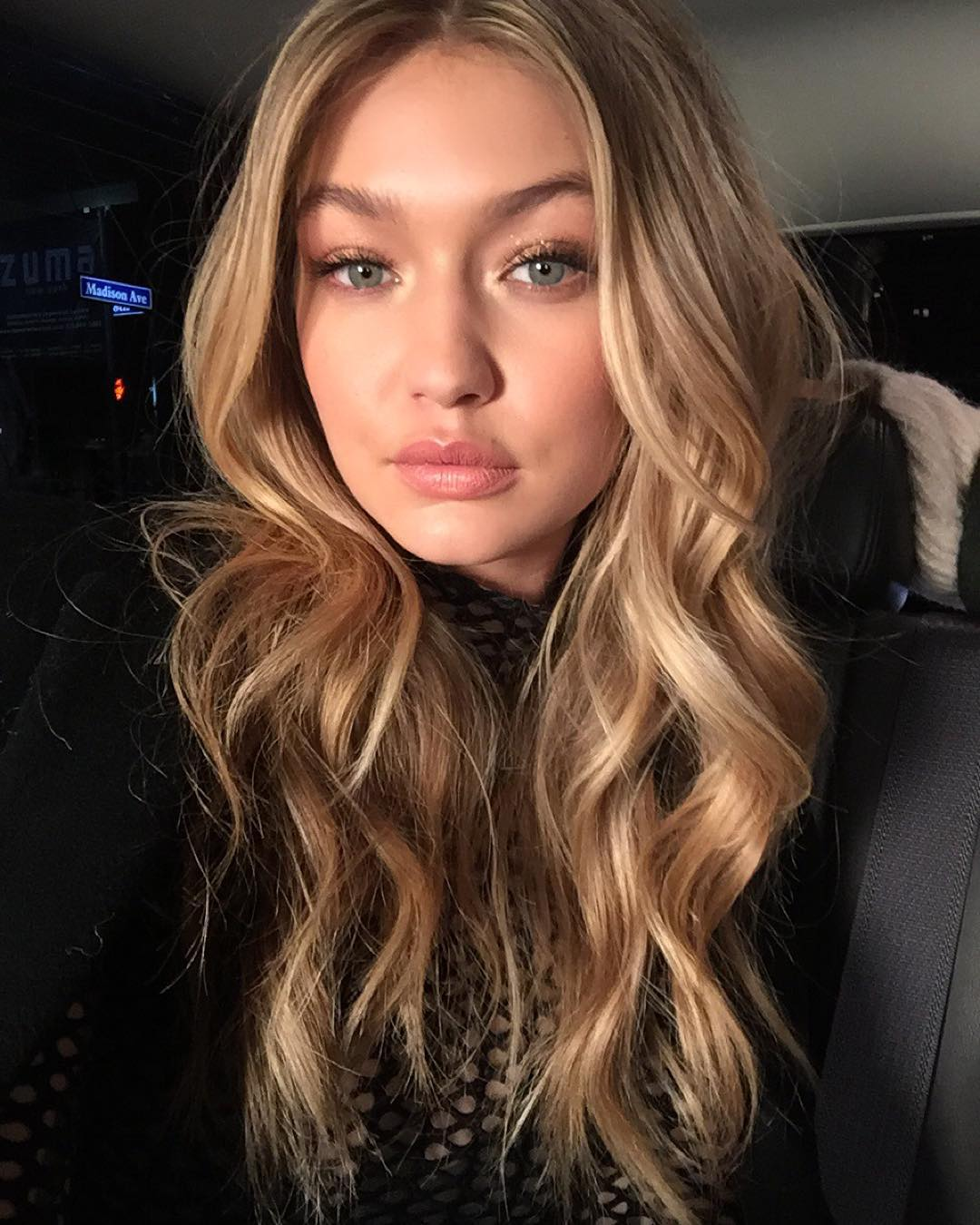
Tommy ha collaborato con la supermodella Gigi Hadid nel 2015

L'azienda produce diverse linee, suddivise secondo il target di clientela:
- Tommy Hilfiger (1985): nota anche come "Tommy Hilfiger sportswear"[4] la prima linea (o brand-core) dell'azienda, produce abiti e accessori per giovani adulti e adulti (25-40).  Lo stile si riconduce allo stile americano classico, definito dall'azienda come "preppy with a twist" (traducibile come "fighetto con un estro in più")[5]
- Tommy Jeans (2018): la linea denim dell'azienda americana, con prodotti più semplici e casual e una clientela più giovane (18-30)[5]. Nasce come rebranding della linea Hilfiger Denim, avvicinandosi più allo stile dei millenial e dei gen Z[6]
- Tommy Sport (2019): linea sportiva sotto cui sono distribuiti abbigliamento e accessori tecnici[7].
- Tommy Hilfiger Collection (?): linea di alta moda
- Tommy Hilfiger Tailored (?): linea che propone abiti dal taglio più elegante e classico.

Vi sono, poi, alcune linee dismesse:
- Red Label (1998-?): linea di lusso che includeva abiti più sperimentali, con un target di prezzo più elevato[8]
- H by Tommy Hilfiger (?-2006): linea di lusso che terminò con la vendita dell'azienda, il cui stile è stato ora incluso nella linea "Tommy Hilfiger" nei suoi negozi monomarca.
- Hilfiger Denim (?-2018): linea denim e giovanile della casa, è stata ribattezzata Tommy Jeans.
- Tommy Hilfiger Home (?-?): Linea per il bagno e la camera da letto

## Promozione
Il marchio Tommy Hilfiger ha sponsorizzato varie squadre di Formula 1, fra cui il Team Lotus nei primi anni '90 e la Ferrari agli inizi del 2000. Dal 2018 è sponsor del team Mercedes.

## Condizioni dei lavoratori

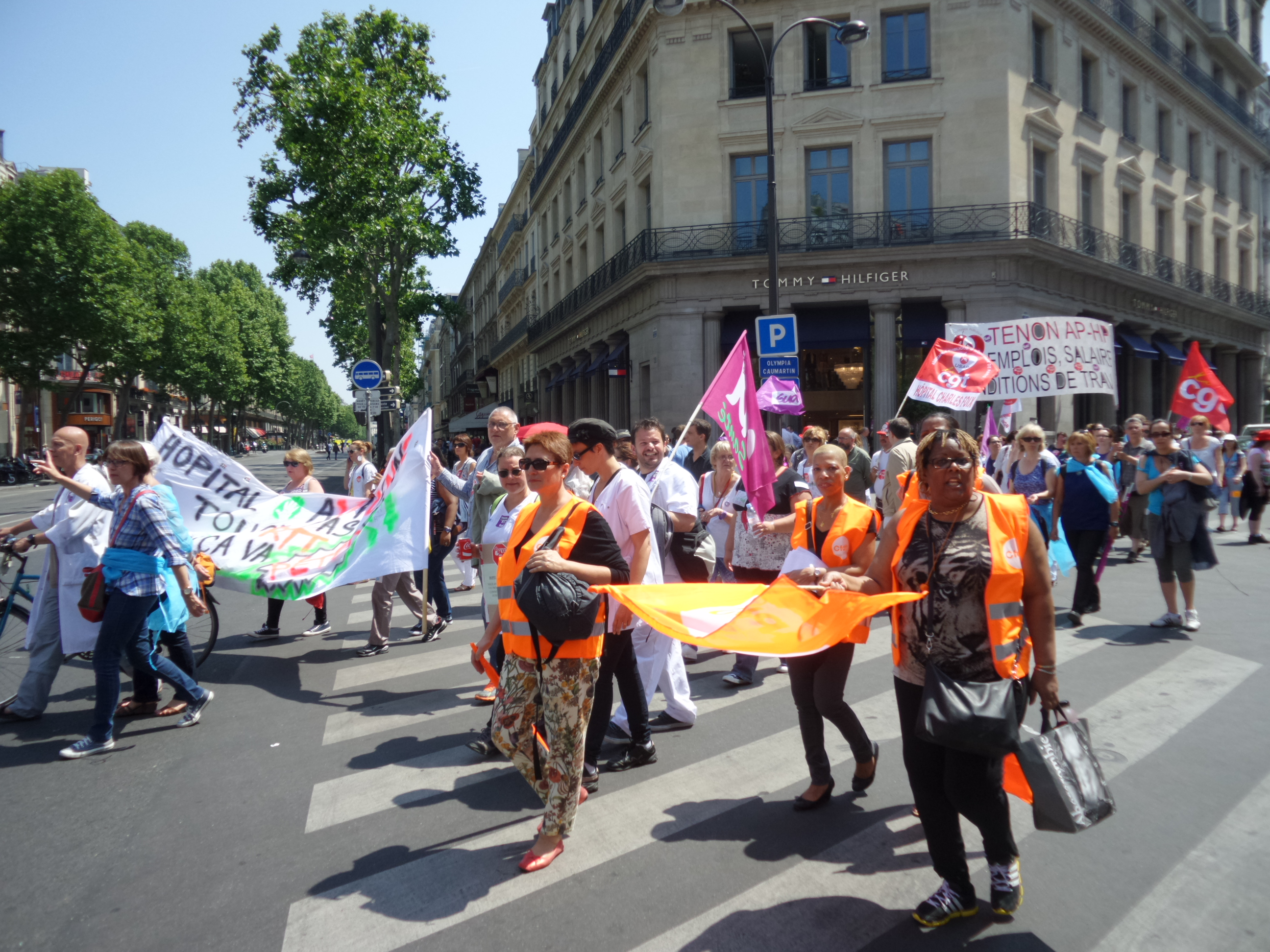
Flagship store a Parigi, Francia nel 2015

Alla fine degli anni '90, Tommy Hilfiger e altre grandi aziende tessili americane come Calvin Klein e Sears erano imputati in una causa collettiva sostenendo che i vestiti di lusso venivano fabbricati in condizioni di sfruttamento a Saipan. Dopo un accordo di gruppo che non ammetteva alcuna responsabilità, nel marzo 2000, Tommy Hilfiger si offrì volontario per consentire la supervisione indipendente della loro produzione sull'isola. Nel marzo 2012, ABC ha trasmesso un rapporto secondo cui 29 lavoratori erano morti in un incendio in una fabbrica nel 2011 in Bangladesh, con la Tommy Hilfiger Corporation inclusa tra i clienti della fabbrica. PVH Corp. ha emesso un comunicato stampa in risposta, affermando che avrebbe impegnato $1 milione in un programma di due anni per facilitare i programmi di sicurezza. La società, tuttavia, ha annunciato che non avrebbe abbandonato la sua produzione in Bangladesh, con il CEO di PVH Emanuel Chirico che ha affermato che il marchio stava invece "cercando una soluzione globale" e rimanendo negli stabilimenti per influenzare il cambiamento, come "è necessario avere una voce al tavolo per ottenere le modifiche apportate mentre procedi." Tommy Hilfiger in seguito firmò un accordo sulla sicurezza del Bangladesh insieme ad altri ottanta rivenditori occidentali, con l'obiettivo di proteggere i sindacalisti.
Nel 2014 PVH stava effettuando una consulenza sugli investimenti in Etiopia in relazione a Tommy Hilfiger e Calvin Klein, con i diritti dei lavoratori tra i principali punti di discussione. Nel 2016, il Comitato indiano dei Paesi Bassi (ICN) ha riferito che i lavoratori tessili a Bangalore lavoravano in condizioni simili alla schiavitù. Le aziende di abbigliamento H&M, Inditex, C&A e PVH si sono impegnate pubblicamente a "migliorare la vita dei lavoratori a Bengaluru" dopo il rapporto, mentre PVH ha anche annunciato che indagherà in modo indipendente e stabilirà nuove linee guida per i suoi fornitori.

## Località
Con una sede centrale ad Amsterdam, la Tommy Hilfiger Corporation ha negozi monomarca globali nelle seguenti sette località:
- Fifth Avenue, New York (aperto a settembre 2009)
- Champs-Élysées, Parigi (aperto nel novembre 2010)
- Brompton Road, Londra  (aperto nell'agosto 2011)
- Omotesando, Tokyo (aperto nell'aprile 2012)
- Regent Street, Londra (aperto a novembre 2012)
- Robertson Boulevard, Los Angeles (aperto nel febbraio 2013)
- Schadowstrasse, Düsseldorf (aperto nell'agosto 2013)

Oltre ai flagship store, gli anchor store si trovano nelle città di Amsterdam, Pechino, Berlino, Bogotá, Buenos Aires, Cannes, Colonia, Dublino, Firenze, Francoforte, Amburgo, Praga, Helsinki, Hong Kong, Istanbul, Londra, Lussemburgo, Madrid, Città del Messico, Miami, Milano, Montréal, Moscow, Mumbai, Munich, New York City, Orio al Serio, Osaka, Panama City, Punta del Este, Santiago, São Paulo, Seoul, Shanghai, Singapore, Sydney, Tel Aviv, Vancouver, Vienna, Marbella e Zurigo. L'azienda gestisce spesso centinaia di negozi nei paesi più grandi e la controllata Tommy Hilfiger Japan Corp., ad esempio, gestisce 170 negozi con 1.000 dipendenti nel 2014. Nel 2015, il marchio ha lanciato il suo primo negozio in Thailandia.
Tommy Hilfiger ha 48 negozi in Turchia. Si trovano nelle città di Istanbul, Ankara, Izmir, Antalya, Aydın, Muğla, Adana, Kocaeli, Afyonkarahisar, Balıkesir, Bursa, Denizli, Kayseri, Mersin, Gaziantep, Konya, Samsun, Trabzon e Diyarbakır.

## Riconoscimenti
Di seguito è riportato un elenco selezionato di premi e riconoscimenti vinti dalla Tommy Hilfiger Corporation:
- 1997: FiFi Awards - Men's Fragrance of the Year, per la fragranza "Tommy"
- 1998: Parsons School of Design - Designer of the Year Award
- 1998: GQ Magazine - Designer dell'anno per il numero "Men of the Year"
- 2000: FiFi Awards - Miglior innovazione di marketing dell'anno, per Toiletries for Tommy's
- 2002: GQ Germany - Designer internazionale dell'anno
- 2002: Drug Abuse Resistance Education - Future of America Award, per gli sforzi filantropici per i giovani americani
- 2006: GQ Spagna - Designer dell'anno
- 2008: Women's Wear Daily - Designer n. 1 e Brand n. 16 nella "100 List" annuale
- 2009: UNESCO - UNESCO Support Award, per gli sforzi filantropici